# Bucculatrix caspica
Bucculatrix caspica is een vlinder uit de familie ooglapmotten (Bucculatricidae). De wetenschappelijke naam is voor het eerst geldig gepubliceerd in 1991 door Puplesis & Sruoga.
De soort komt voor in Europa.